# ガン・ダイオード
ガン・ダイオード（英: Gunn diode）は、マイクロ波発振器などに使われるダイオードの一種。通常のダイオードがP型半導体とN型半導体から構成されるのに対し、ガン・ダイオードはN型半導体のみにより構成される。物理学者ジョン・B・ガンの名に由来する。
素子に電圧をかけていくにつれて素子内部の電子の速度が増加するが、ある臨界値になると結晶格子により電子の速度エネルギーが吸収され、電子の速度が減少する。この臨界値より大きい電圧を結晶にかけると、結晶の中の負電極の近くに電界の高い領域が発生し、この領域が素子の内部を正電極に向けて移動する。この現象が高速で連続することにより、マイクロ波が発生する。出力は小さく、主に通信用のマイクロ波発振器で利用される。
研究レベルでは、テラヘルツを超える周波数のガン・ダイオードも報告されている。